# DRP II
DRP II — (Distribution resource planning — планування ресурсів розподілу) — розширення логіки DRP (планування потреби в розподілі) через планування ресурсів усієї системи дистрибуція: площі складів, обладнання, вантажо-розвантажувальної техніки, людських ресурсів, потреби в транспортуванні, фінансах тощо. Є складовою частиною систем класу MRP II чи ERP.